# 8月宗派事件
8月宗派事件（はちがつしゅうはじけん）は、朝鮮民主主義人民共和国において1956年6月から8月にかけて起こった政変（クーデター）。事件の経緯については明らかでない点が多い。反宗派闘争（はんしゅうはとうそう）とも呼称する。なお、朝鮮語の「宗派（チョンパ）」は日本語の「分派」を指す。

## 事件の経緯
金日成は北朝鮮の党、政、軍の全権を一身に集めるため、様々な口実と手段を使って、南方派の勢力を消滅させ、延安派とソ連派の幹部にも打撃を与え、要職から次々と排除し、同時に教条主義と形式主義への反対、主体思想の確立を打ち出し、イデオロギーによる決定権を手にした。第3回党大会とそれに続いた中央総会で朝鮮労働党の新しい中央指導者が選出され、委員長は金日成、副委員長は崔庸健、朴正愛、朴金喆、鄭一龍、金昌満であり、常務委員会委員は金日成、金枓奉、崔庸健、朴正愛、金一、朴金喆、林海、崔昌益、鄭一龍、金光侠、南日からなり、候補委員は金昌満、李鍾玉、李孝淳、朴義琓であった。11人の常務委員のうち5人が満州派で、他のメンバーのうち、朴正愛と南日はすでに金日成陣営に入り、鄭一龍も似たような立場であり、延安派の金枓奉と崔昌益だけは政治面でやや独立的な存在であった。候補委員のうち李孝淳は甲山派、李鍾玉は新しく抜擢されたテクノクラート、金昌満は延安派であるが金日成の鼓吹者になっており、朴義琓だけが中立的立場であった。
1956年2月のソビエト連邦（ソ連）にて、ニキータ・フルシチョフはソ連共産党第20回大会においてスターリン批判と呼ばれる秘密報告を行い、ヨシフ・スターリン期における様々な陰謀を曝露することでスターリン期の様々な政策を個人崇拝批判というかたちで批判した。このことはソ連の衛星国すべてに大きな影響を与えた。
朝鮮民主主義人民共和国でも同年4月に開かれた朝鮮労働党第3回大会においてソ連から参加したレオニード・ブレジネフは、朝鮮民主主義人民共和国にフルシチョフの路線に協力することを求めた。
同年6月、金日成はソ連・東ドイツ・ルーマニア・ハンガリー・ポーランド・チェコスロバキア・ブルガリア・アルバニア・モンゴルを歴訪し、経済援助を得ようとしたが思うほどの成果を得ることはできなかった。この間に国内では先述したスターリン批判を受け、延安派とソ連派が金日成の独裁体制を修正するためにクーデターを計画したと言われている。一部には武装蜂起の準備もあったと唱える者もいるが情報源などの確証は得られていない。いずれにせよ、後の動きと収束から延安派の徐輝（朝鮮職業総同盟委員長）・尹公欽（商業相）・崔昌益（副首相兼財務相）、ソ連派の朴昌玉（副首相）、金承化（建設相）、朴義琓（副首相兼国家建設委員長）などが中心的人物だったことがわかる。
金日成が平壌を離れた直後、6月8日に崔昌益はイワノフ大使と会談し、党と国家の指導部における不健全な状況に関する見解を述べた。7月14日には延安派の古参幹部で建築材料局局長の李弼圭がピトロフ臨時代理大使と会談し、金日成の個人崇拝に関する批判、すでに一部の幹部と連携して現在の党中央と政府の指導体制を変える目的で金日成らに早く行動を取るべきだと考えていること、その具体的な行動方式を伝え、最後にこの談話の内容について極秘にするよう念を押した。
金日成は政変が起こることを察知し直ちに帰国した。金日成が察知したルートについてはいくつかの説がある。クーデター首謀者らが金日成が留守の間の首相代理である崔庸健（満州派）に協力を要請したところ崔庸健が計画の存在を金日成に通知した、クーデター首謀者らがソ連大使館に協力を要請したところソ連大使館から崔庸健を経由して金日成に伝わった、などの説がある。
7月24日、朴昌玉は南日の家を訪れ、いきなり自身や崔昌益、金承化など多くの幹部が間もなく開かれる中央全員会議で金日成の指導方法と個人崇拝などの過ちを厳しく糾弾することを知らせ、南日もこれに合流するように説得した。それから21日から24日にかけて、朴昌玉、崔昌益、金承化は相次いでソ連大使館のフィラトフ参事官に会い、金日成批判の準備活動を報告した。
反対派の活動はほとんど秘密がなく、ソ連大使館にしきりに報告をして支持を求める一方、至る所で遊説し、反金日成勢力の結集を図った。
金日成とその支持者も反対派と比べてもっと頻繁にソ連大使館とコンタクトを取った。ピトロフは7月24日に外務省に行って南日に会い、7月26日には金日成、7月28日には南日と朴正愛、8月1日には南日と会談を行った。
7月31日、労働党中央幹部会議が開かれ、ここで朴金喆と朴正愛が相次いで同じような内容の発言をし、党内部で確かに金日成の個人崇拝は存在し、幹部の任命と罷免について一部の過ちを犯したと認めたが、金日成に対する崇拝はスターリン崇拝のように危険水域まで発展したものではなく、党はすでに過ちを是正する措置を検討しているため、個人崇拝の問題はこれ以上討論する必要はないと語り、ソ連国籍幹部に対する批判は主に延安派幹部によるもので、ソ連の指導者が朝鮮労働党の行動に介入することはないとした。2人の発言は、明らかに金日成の意を汲んでおり、窓際に追いやられたソ連派幹部を宥め、反対派の分断を図ったもので、同時に不満を抱く人間に対しては軽率な行動を起こしてもモスクワからの支持は得られないと警告したようなものだった。
モスクワは4月から5月にかけて、ソ連の新路線に対する金日成の面従腹背に極度の不満を示したが、8月初めには労働党の内部情勢を安定させる様々な措置に対し明確な指示を表明した。これはポズナン暴動やラーコシ・マーチャーシュの引退など不穏な事件が続き、再度危機と動乱が発生することを望まなかったためである。8月13日、ピトロフは進んで金日成を訪ね、受け取ったばかりのソ連共産党中央の書簡の内容を伝えた。「党内の民主は党を傷つけ、党の規則を弱め破壊する目的達成の道具として使われてはならず、党の指導層およびその機関と主要メンバーに対する不信任の感情と伝播するために利用されるべきではない」と書かれ、この内容に満足した金日成は直ちに党内でこの書簡の内容を伝達し、政治闘争で完全に主導権を握った。
8月18日、金日成は中央常務委員会を招集し、ソ連共産党中央の書簡を説明する中でソ連の姿勢が変わり始めたことを仄めかした。これに崔昌益が強く反発する発言をし、金枓奉はやや抑制的に中央常務委員会が特別会議を招集して党内問題を討論するようにと要望を述べた。
8月21日から23日にかけて党内の状況を討論する中央常務委員会の会議が開かれた。金日成の開幕挨拶後、真っ先に崔昌益が発言し、党内に個人崇拝の現象が存在し、集団指導と党内の民主が欠けていると指摘した。金日成の支持者は我先にと崔昌益に対する反論と厳しい批判を行った。この間に金日成は朴義琓と3時間に及ぶ会談を行い、朴が会議で中立を保つよう求めた。会議の最後の日、南日は崔昌益に対して徹底的批判を行い、金枓奉は態度を変えて崔昌益の職務罷免を提案した。会議は最後に8月30日に中央全員会議を招集することを決定した。
国家安全部門は一部の幹部に対して「警察の手段」を使い、彼らの関係者も相次いで尋問を受け、この状況を朴義琓はソ連大使館に報告した。朴義琓と南日の報告を聞いたピトロフは、会議で党の指導者に対して行った批判は基本的に正しいもので、発言者に対してどんな過激な手段も取ってはならず、批判者を「敵意を持つ反党集団」と決めつけるのも正しくないと話した。ソ連大使館は、当初の反対派が過激な行動を取ることではなく、金日成が反対派に対していっそう厳しい手段を使うことを懸念していた。
金日成帰国後の8月30日から8月31日にかけて朝鮮労働党中央委員会全体会議が開かれ、まず始めに国家計画委員会委員長の李鍾玉と咸鏡北道委員長の金泰根が発言し、金日成の礼賛以外には実質的内容が無かった。次に発言をしたのは貿易相の尹公欽で、党内の個人崇拝など一連の重大で深刻な問題を暴露し、金日成、金昌満、韓相斗、朴金喆、朴正愛、李一卿らを名指しで批判し、金日成の個人崇拝の問題について全党で討論すべきと提案した。しかし尹の発言は途中で中断され、金日成は反党分子と反革命分子に引き続き発言する機会を与える必要はないと提起し、投票で7人を除く大多数はそれに賛成した。
大会の休憩の間に徐輝、尹公欽、李弼圭は帰宅すると、電話線がすでに切られていることから危機的状況を感じ、文化省副相の金剛に会って相談し、30日夜、軍用車を運転して中朝国境の鴨緑江大橋に向かった。国境を越えた際に中国の国境検閲所に止められ、そこで徐輝らは自身の身分を語った。驚いた兵士は直ちに上級機関に報告し、またその指示に従って一行を直接北京に送り届けた。周恩来総理と羅瑞卿公安部長が到着直後の彼らと会い、報告を聴取した。
休憩後の会議で、尹の党籍剥奪が決議され、反対派に対する糾弾一辺倒の局面になり、反対派は名指しで批判され、発言の機会を与えられなかった。金日成は総括発言で、崔昌益と朴昌玉に対する処分措置を提案し、一致した賛同を得た。翌31日の会議では、「崔昌益、尹公欽、徐輝、李弼圭、朴昌玉ら同志の分派と陰謀活動」に関する決議が採択され、彼らの罪状が列挙された上、党からの除籍、すべての党内職務の解任、更なる調査が決定された。
会議後、国家全体が大規模な捜査と逮捕、厳しい弾圧に入った。朴昌玉と崔昌益は解任された後、それぞれ東海岸の木材加工場と養豚場に追放され、駐ソ大使の李相朝に対しては英国諜報機関と関係があるという罪名で召喚命令を出した。検察機関は崔昌益、李弼圭、李相朝らの罪状に関する証拠探しを始め、すべての反対派幹部は幹部の特権である物品の配給や医療サービスが取り消され、彼らの家族も警察による厳しい監視下に置かれることになった。労働党平壌市委員会の副委員長と組織部長が解任され、民族保衛省副相の金元松、軍事科学院副院長の李雲奎、海軍政治部副主任の李英浩は「反党グループ」の嫌疑で取り調べを受けた。すでにソ連への研修で派遣された金承化も「反党グループ」リーダーの朴昌玉や崔昌益と密接な関係があるという理由で追及を受け、逓信省副相の金昌欽は「同情者」の嫌疑で巻き込まれた。大学でも大規模な思想検挙が行われ、金日成総合大学党委員長の洪洛雄はやむなく中国に亡命し、多くの教授と学者が秘密警察に連行され、行方不明となった。
中国は亡命した徐輝らによって、ソ連も駐ソ大使の李相朝がフルシチョフに書簡を送ったことで8月宗派事件の真相が伝わった。ソ連共産党中央幹部会は、今回の事件を深刻なもので、ソ連共産党中央と中国共産党中央が共に北朝鮮の指導者と意見交換をし、批判と提案を行わなければならないとした。9月14日、ソ連の第一副首相アナスタス・ミコヤンが代表団を率いて中国共産党第8回全国大会に出席するため、北京に到着した。ソ連代表団と中国の指導者たちは会談を行い、金日成の過ちを是正し、朝鮮の情勢を安定させるため、中ソ両国が共同で平壌に代表団を派遣することになった。ソ連・中華人民共和国（中国）が共同して異例の内政干渉を行うこととなった。9月14日、ミコヤンと中国の国防部長彭徳懐が平壌に到着し、朝鮮民主主義人民共和国を訪問して再度全体会議を開催させ、8月の全体会議で党籍を剥奪されたソ連派・延安派の除名処分を撤回させた。

## その後の経過
ソ連と中国の介入を求めた駐ソ連大使の李相朝は直ちに現地でソ連に亡命した。これは朝鮮民主主義人民共和国で最初の外交官の亡命事例である。
10月中旬から下旬にかけて、ポーランドとハンガリーで相次いで危機が発生し、フルシチョフは毛沢東に東欧諸国の問題処理に協力するよう要請し、中ソ両国の注意はヨーロッパに引き付けられた。これにより金日成は反対派の排除を再開した。内部粛清で金日成総合大学が重点の一つで、知識人が集中する大学は「反体制派」と「政治の自由化思想」の温床と警戒され、崔昌益の本拠地とも目された。校長の兪成勲、歴史学部主任の金正道ら多くの教員が批判そして解任、除名の対象となった。平壌市党委員会、建設省、貿易省、職業連盟の多くの指導幹部も職務を解かれた。このような状況で再度、大量の幹部の逃亡劇が始まり、中国に亡命した局長級以上の幹部だけで16か17人に上った。尹公欽らに続き、洪洛雄（洪全に改名）、人民軍総病院党委員長の金正龍（楊一平に改名）、駐ソ大使館党委員長の李熙尚、職業連盟党委員長の金志紅（韓京に改名）、平壌市党委員会組織部長の金忠植などが亡命者リストに含まれた。
ソ連で研修中の金承化は、平壌にいる家族が迫害を受けているため、3人の子供がモスクワに転校できるようソ連政府に嘆願した。中立派であった朴義琓も「党内の殺気に満ちた雰囲気」に身の危険を感じ、ソ連大使館に対して金日成は表面的に中ソ代表団の助言を受け入れたが、その一行が去った後「引き続き過ちを犯しており」、多くの異なる意見を持つ幹部が解任、異動させられ、ないしは党から除名されたと不満を露わにし、このような状況の下で朴本人はソ連国籍とソ連共産党員籍の回復及びソ連帰還を要求すると訴えた。
1957年6月、反党グループ事件が起こるが、これは兄貴分のソ連が反対派を中央委員会から除名できるのなら朝鮮労働のやり方は間違いではないとして、金日成が反対派を排除する手本と口実を提供した。7月4日、朝鮮労働党は常務委員会会議を開き、ソ連共産党中央の反党集団に関する決議に対する完全な支持を表明し、決議を下部の党組織に伝達することを決定した。
朝鮮労働党はソ連の態度に探りを入れ、7月5日、南日はソ連大使に対して反党グループ事件は8月宗派事件と同じ性格だと関連付け、モスクワの批判を受けた粛清について弁明と巻き返しを試みた。ソ連大使は異議を提起したが、ソ連の批判がかなり弱まっていることを確認した金日成は、朝鮮労働党内で新たに反対派の排除を始めた。
1957年8月6日付の労働新聞で社説を掲載し、9月全員会議以来初めて公に崔昌益、尹公欽、徐輝、李弼圭、朴昌玉を反党宗派分子と呼び、彼らは前年の8月全員会議で摘発された後も表向きは中央に服従する姿勢を見せながら裏では陰謀活動を続けたとし、新しい事実が証明したことは、8月の全員会議の決議は完全に正しいものであると主張した。さらに全党に対して引き続き党員と大衆の間に反党宗派分子の罪を暴露し、彼らの残った害毒を徹底的に排除するために奮闘せよと呼びかけた。
1957年9月初め、崔昌益と朴昌玉は刑務所入りとなった。
1957年10月17日から19日まで開かれた労働党中央全員会議は、前建設相金承化ら保守分子と反党分子を批判し、建設指導部門で「全面的改組」を行うこと、崔昌益や朴昌玉と結託して反党活動を行った前駐ソ連大使李相朝の党籍剥奪という2つの決議を採択した。
金日成のやり方は最終的にモスクワの黙認を得たが、一方で中国への対応を忘れず、中国との関係にかなり気を配り、絶えず北京に友好的なシグナルを送った。
全面的な宗派分子批判が始まってから1958年7月までに3912人が党から除籍され、その大半は崔昌益支持者のレッテルが張られた。
1958年3月、党中央全員会議が招集され、この会議で金光侠大将は、56年に一部の部隊がクーデターを計画していたことを報告した。これにより第4軍団では満州派の崔敏喆を除いた軍団長、参謀長らが逮捕、拘禁された。
1958年秋、ソ連派幹部に対する新たな逮捕が始まり、朴義琓を含む4人から5人の元ソ連籍大物幹部が粛清され、より多くは辺境地域に追放され、もしくは降格させられた。他の多くのソ連から来た幹部はソ連帰還を選んだ。
党・政府内の粛清は広範囲に及び、北朝鮮内勢力関係や権力構造は根本的に変化した。延安派はほぼ全員が粛清され、中国に亡命した尹公欽、徐輝、金剛、楊界とソ連に亡命した李相朝以外の閣僚経験者及び第1～3回党大会で中央委員や候補委員、検査委員だった金枓奉、崔昌益、朴勲一、金民山、陳班秀、李権武、金雄、李林、高峯起、趙英、李維民、玄正民、朴茂、林海、張平山、朴孝三、金教英、柳文華、韓斌、金漢中などが粛清または行方不明となり、許貞淑は党から除名された。生き残ったのは金昌満、河仰天、金容鎮、金昌徳程度であった。
ソ連派は大部分が二重国籍を維持したので、一部は粛清や行方不明となり、相当数はソ連に帰国した。朴昌玉、朴義琓、朴一英、崔鍾学、許彬、高熙萬、崔鐵煥、金哲禹、朴昌植、李熙俊、金烈、徐春植、金東哲、許益、金春山、金澤泳、李勇碩が粛清または行方不明となり、金承化、韓一武、朴永彬、金載旭、金燦、兪成哲、兪成勲、姜尚鎬、鄭尚進、奇石福、朴吉龍、崔一、李文日などが亡命または帰国した。生き残った高位指導者は南日、方学世程度である。
国内系の粛清は量的にも延安派やソ連派を遥かに凌いだ。労働党以外の民主党や青友党出身の閣僚や群小政党出身者も粛清され、生き残ったのは朴文圭、崔元澤程度であった。
この影響で最高人民会議は1959年までに定数の4分の1が粛清されたため、補欠選挙が行われたほどである。
国内では、粛清開始前に懐柔されていた金昌満（延安派。8月宗派事件の10年後に粛清）・南日（ソ連派。8月宗派事件の20年後、金日成後継者争いで、金正日のライバルである弟金平一の後見役に就いたが交通事故死）など少数の幹部だけが生き残ることができた。そして、この一連の政変を逆手に取り一種のカウンター・クーデターを成功させた金日成の満州派（国外抗日パルチザン派）と甲山派（国内抗日パルチザン派。のちに延安派・ソ連派同様、粛清される）が権力をほぼ独占するようになった。
その後1956年12月から金日成は千里馬運動と呼ばれる経済政策による大衆動員を推し進めた。8月宗派事件をきっかけに内政的には金日成及び満州派への権力集中を進めてソ連と中国の影響を排除しつつも対外的にはソ朝友好協力相互援助条約と中朝友好協力相互援助条約で軍事同盟を結んで中ソとの決定的な対立を回避することによって朝鮮民主主義人民共和国指導部は独自路線を進むこととなった。